# Nationale Democratische Partij (Suriname)
De Nationale Democratische Partij (NDP) is een politieke partij in Suriname. De NDP is opgericht op 4 juli 1987 te Paramaribo door legerleider van Suriname, Desi Bouterse.

## Verkiezingsuitslagen
| Verkiezingsjaar | Partijvoorzitter | Kandidatenlijst | Aantal stemmen | % van de stemmers | Aantal behaalde zetels | Kabinetsdeelname |
| --------------- | ---------------- | --------------- | -------------- | ----------------- | ---------------------- | ---------------- |
| 1987            | Desi Bouterse    | Kandidatenlijst | 16.000         |                   | 3 / 51                 | –                |
| 1991            | Desi Bouterse    | Kandidatenlijst | 34.429         |                   | 12 / 51                | –                |
| 1996            | Desi Bouterse    | Kandidatenlijst | 45.380         | 26,21             | 16 / 51                | Wijdenbosch II   |
| 2000            | Desi Bouterse    | Kandidatenlijst | 27.657         | 15,08             | 7 / 51                 | –                |
| 2005            | Desi Bouterse    | Kandidatenlijst | 48.879         | 23,16             | 15 / 51                | –                |
| 2010            | Desi Bouterse    | Kandidatenlijst | 95.482         | 40,20             | 18 / 51                | Bouterse I       |
| 2015            | Desi Bouterse    | Kandidatenlijst | 117.308        | 45,45             | 26 / 51                | Bouterse II      |
| 2020            | Desi Bouterse    | Kandidatenlijst | 65.660         |                   | 16 / 51                | –                |
| 2025            | Jennifer Simons  | Kandidatenlijst | 93.545         | 34,17             | 18 / 51                | Simons           |

## Fractieleiders
Hieronder volgt een overzicht van de fractieleiders van de NDP:
- 1987-1992: Frank Playfair
- 1992-1996: Jules Wijdenbosch[2]
- 2000-2000: Desi Bouterse
- 2000-2006: Jennifer Simons
- 2006-2010: Kenneth Moenne
- 2010-2015: Ricardo Panka
- 2015-2019: André Misiekaba
- 2019-2020: Amzad Abdoel
- 2020-heden: Rabin Parmessar

## Oprichting
De NDP werd op 4 juli 1987 opgericht door legerleider Desi Bouterse, na afloop van het militaire regime in Suriname. Na de verkiezingen van 1987 en 1991 kwam de NDP in de oppositiebanken terecht.

## Partijstructuur
De NDP heeft een hoofdbestuur, afdelingen in alle tien districten en sub-afdelingen in alle 62 ressorten.

## Kabinetten

### Wijdenbosch II (1996-2000)
De NDP ging de verkiezingen van 1996 in zonder een blok met andere partijen te vormen. Na de verkiezingen vormde de NDP samen met de BVD en de KTPI een regering en leverde Jules Wijdenbosch als president. 
De CLAD wilde in 1999 onder meer een diepgaand onderzoek naar het ministerie van Handel en Industrie, vanwege nalatige en onoverzichtelijke boekhoudpraktijken, waarbij de bewegingsruimte voor minister Robby Dragman en directeur Oesman Wangsabesari werden ingeperkt. Er was veel onvrede onder de bevolking en de nieuwe crisis aarde in 1999 uit in grootschalige protesten, waardoor Wijdenbosch gedwongen werd vervroegd af te treden.
Na de verkiezingen van 2000 (met als leider Rashied Doekhi) en van 2005 (met als leider Rabin Parmessar) nam de NDP plaats in de oppositie.

### Bouterse I & II (2010-2020)
Tijdens de verkiezingen van 2010 won de NDP als onderdeel van de Megacombinatie en tijdens de verkiezingen van 2015 verkreeg de NDP 26 van de 51 zetels in DNA. Voor Desi Bouterse betekende dit het presidentschap van bij elkaar tien jaar.
De regeerperiode werd gekenmerkt door grootschalige fraudes, zoals bij de Centrale Bank van Suriname, waarvoor later gevangenisstraffen werden uitgesproken van 12 jaar voor minister en ex-governor Gillmore Hoefdraad en 8 jaar voor governor Robert-Gray van Trikt. De creditrating van Suriname verkreeg de junk-status van de kredietbeoordelaars, de laatste trede voor het faillissement van een land. Badrissein Sital, ooit lid van de Groep van Zestien, zei in 2014: "De regering die er nu zit, is de duurste regering die Suriname ooit heeft gehad, met tegelijk de allerlaagste productiviteit." Een financier van de NDP, Charles Pahlad, zei in verband met Bouterse: "Ali Baba heeft nooit gestolen, hij liet de rovers stelen." Tijdens het tweede kabinet-Bouterse was er veel onvrede over de armoede en de economische crises. Het was een voedingbodem voor protestdemonstraties van Wij Zijn Moe(dig) en STREI!
De regeringspartijen probeerden Bouterse buiten de gevangenis te houden, door te stemmen over verruiming van de Amnestiewet. De Krijgsraad (2016) en het Constitutionele Hof (2021) oordeelden echter dat de aanpassing niet rechtsgeldig was en in strijd met internationaal recht. Na zijn ambtsperiode, op 20 december 2023, werd Bouterse in hoger beroep veroordeeld tot twintig jaar gevangenisstraf als hoofdverdachte van de 15 moorden in 1982 (Decembermoorden).
Tijdens de verkiezingen van 2020, met Ashwin Adhin als leider, verkreeg de NDP zestien zetels, een verlies van tien.

### Tijdperk na Bouterse (vanaf 2023)
Na zijn laatste veroordeling in 2023 kwam Bouterse niet opdagen bij de gevangenis Santo Boma en sindsdien tot zijn dood was hij voortvluchtig. In juli 2024 stemden de NDP-leden met een overtuigende meerderheid voor Jennifer Geerlings-Simons als voorzitter ten koste van Ramon Abrahams. Ook werd Desi Bouterse In absentie verkozen tot erevoorzitter. In november 2024 werd Abrahams als voorzitter van de verkiezingscommissie van de NDP opzij gezet ten gunste van Simons. Aangenomen werd dat er intern binnen de NDP een zuiveringsactie woedde, waarbij voorstanders van het oude beleid het moesten ontgelden. Onder meer lekte uit over Simons' koers dat gelddonoren op voorhand afstand moesten doen van beleidskeuzes. Een deel van de partijleden was tegen omdat hierdoor geld voor de verkiezingskas verloren ging en de partij minder stemmen binnen zou kunnen halen. Volgens Cedric van Samson (VHP) had zijn voormalige partij NDP na de verkiezingen van 2020 meerdere satellietzenders opgericht om de politieke opinie te beïnvloeden. Bij naam noemde hij D-TV, LIM FM en Culturu. De NDP voerde in 2025 een kandidatenlijst met daarop ook twee kandidaten van de Hervormings- en Vernieuwingsbeweging (HVB).

### Kabinet-Simons
Na de verkiezingen van 2025 werd de NDP met 18 zetels de grootste partij, de VHP behaalde 17 zetels. Hierna formeerde partijleider Jennifer Simons het kabinet-Simons/Rusland met alle partijen op de VHP na. Hiermee werd een twee derde meerderheid bereikt. De beëdiging van Simons als president, Gregory Rusland (NPS) als vicepresident en de meeste ministers in het nieuwe kabinet vond plaats op 16 juli 2025.